# مايكروماكس كانفاس HD A116 (موبايل)
مايكروماكس كانفاس HD A116 (بالإنجليزية: Micromax Canvas HD A116)‏ هو هاتف ذكي من مايكروماكس يعمل بنظام أندرويد، تم طرحه في الأسواق في 14 فبراير 2013.

## الخصائص
- نظام التشغيل: أندرويد
- الكاميرا الأمامية: 2 ميجابكسل
- الكاميرا الخلفية: 8 ميجابكسل
- الشاشة: شاشة لمس إل سي دي 720 × 1280
- الوزن: 156 غرام
- المعالج: 1.2 جيجا هرتز رباعي النواة
- الذاكرة: 1 جيجابايت

## وصلات خارجية
- الموقع الإلكتروني